# Трегубов, Симеон Иванович
Симео́н Ива́нович Трегу́бов (1856—1925) — протоиерей Киево-Софийского собора, член Государственного совета по выборам.

## Биография

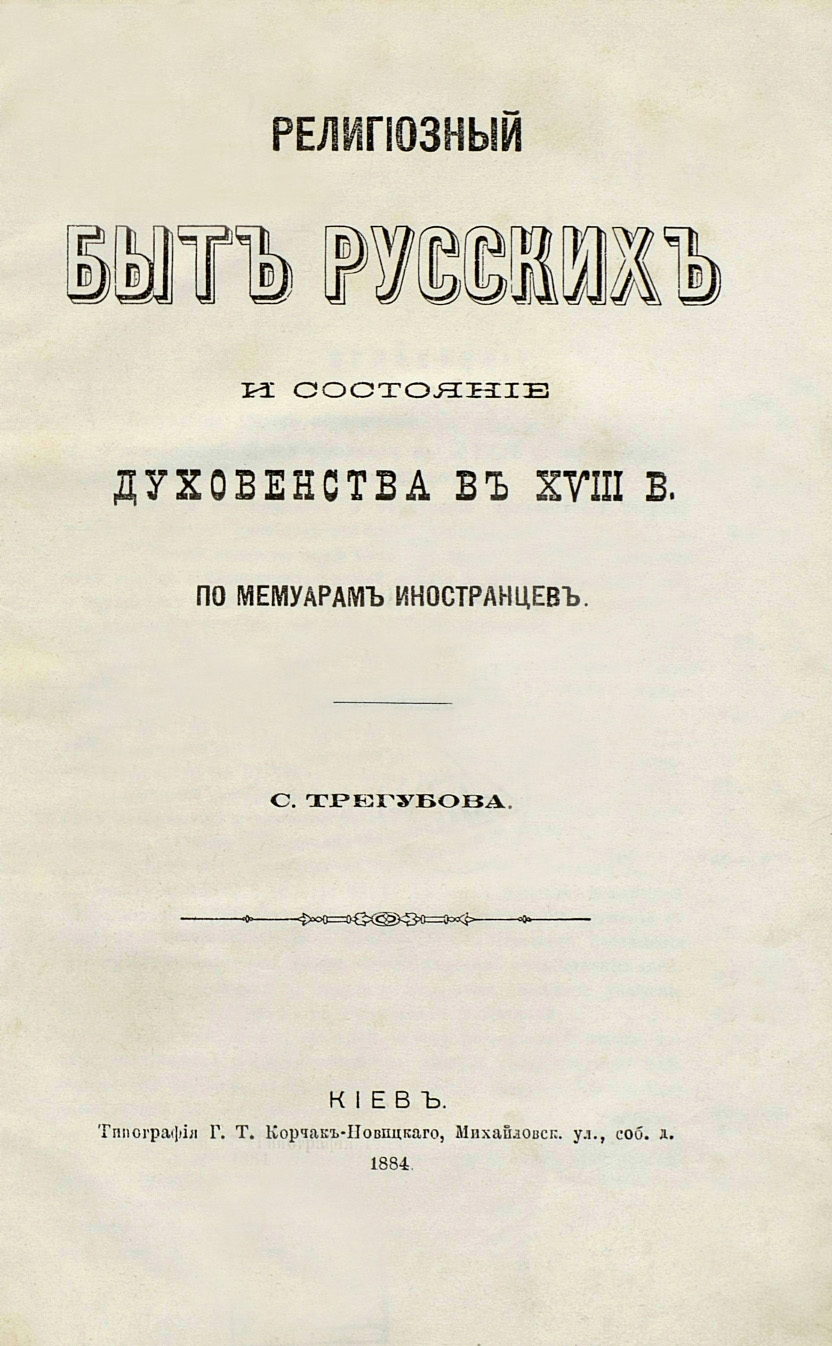
Титульный лист диссертации.

Родился в семье псаломщика Успенской церкви села Мордвы Чигиринского уезда Ивана Никифоровича Трегубова и его жены Мелании Каллениковны. В раннем детстве лишился отца.
Учился в Киево-Софийском духовном училище и Киевской духовной семинарии (1877). Высшее образование получил в Киевской духовной академии, которую окончил со степенью кандидата богословия в 1881 году.
По окончании академии состоял смотрителем Киево-Подольского духовного училища (1881—1885). В 1885 году, по защите диссертации «Религиозный быт русских и состояние духовенства в XVIII веке по мемуарам иностранцев», был утвержден в степени магистра богословия. Затем был законоучителем коллегии Павла Галагана (1885—1905) и Первой Киевской гимназии (1885—1910). В 1886 году был рукоположен в священники домовой церкви при коллегии Павла Галагана и определен также законоучителем Фундуклеевской женской гимназии, каковую должность занимал в течение десяти лет.
Проникновенную, хотя и субъективную, характеристику С. И. Трегубову как преподавателю дал в своей «Повести о жизни» писатель Константин Паустовский, учившийся в Первой Киевской гимназии.
В 1900 году был возведен в сан протоиерея и назначен помощником благочинного церквей 1-го округа города Киева. В 1904 году был определен депутатом от Киевского городского духовенства при Киевской городской думе, а в следующем году — назначен постоянным членом Киевского уездного отделения епархиального училищного совета и перемещен на вакансию священника в Киево-Софийский собор. С 1909 года был также заведующим библиотекой. Кроме того, был цензором «Киевских епархиальных ведомостей» и временно председателем совета 1-го Киевского женского духовного училища (1893—1894).
В 1900—1910 годах избирался председателем епархиальных съездов духовенства. В 1908 году, по постановлению XXIV епархиального съезда, Трегубову были поднесены икона и благодарственный адрес «за восьмилетнее бескорыстное, в высшей степени разумное и корректное руководительство делами епархиальных съездов в качестве председателя их».
Был действительным членом Киевского клуба русских националистов (с 1908) и Русского собрания. В апреле 1909 года стал товарищем председателя Киевского губернского избирательного комитета русских избирателей. В 1911 году вошел во временный комитет для созыва и организации съезда русских избирателей накануне выборов в IV Государственную думу, а в марте 1912 был избран в состав избирательного комитета русских избирателей.
11 августа 1910 года избран в члены Государственного совета от белого духовенства на место умершего М. И. Горчакова, в 1915 году — переизбран. Входил в правую группу. Состоял членом особой комиссии по законопроекту «О введении всеобщего начального обучения».
17 октября 1914 года постановлением Киевского дворянского депутатского собрания Симеон Иванович был признан вместе с семейством в потомственном дворянстве. Постановление это было утверждено в феврале 1915 года.
В 1919 году вместе с настоятелем М. Д. Златоверховниковым возглавил отказавшуюся украинизироваться часть прихода Софийского собора. В следующем году был переведен настоятелем Сретенской церкви, где прослужил до самой смерти. В 1920—1923 годах принимал деятельное участие в работе Союза пастырей Киева.
Умер в 1925 году. Похоронен на Лукьяновском кладбище.

## Семья
Был женат на дочери протоиерея Вере Григорьевне Штангеевой (1868—1939). Их дети:
- Григорий (1886—1969), выпускник Киевской 1-й гимназии (1904) и университета Монпелье (1911)[3]. Ученый-биолог, директор Вилла-Франкской зоологической станции.
- Сергей (1888—1966), выпускник Киевской 1-й гимназии (1907)[3] и университета св. Владимира, врач-терапевт. В эмиграции в Югославии[4].
- Владимир (1895—1980), выпускник университета св. Владимира. В эмиграции в Югославии[5].
- Екатерина (1889—?)
- Татьяна (1893—?)

## Награды
- Орден Святой Анны 3-й ст. (1904);
- Орден Святой Анны 2-й ст. (1906);

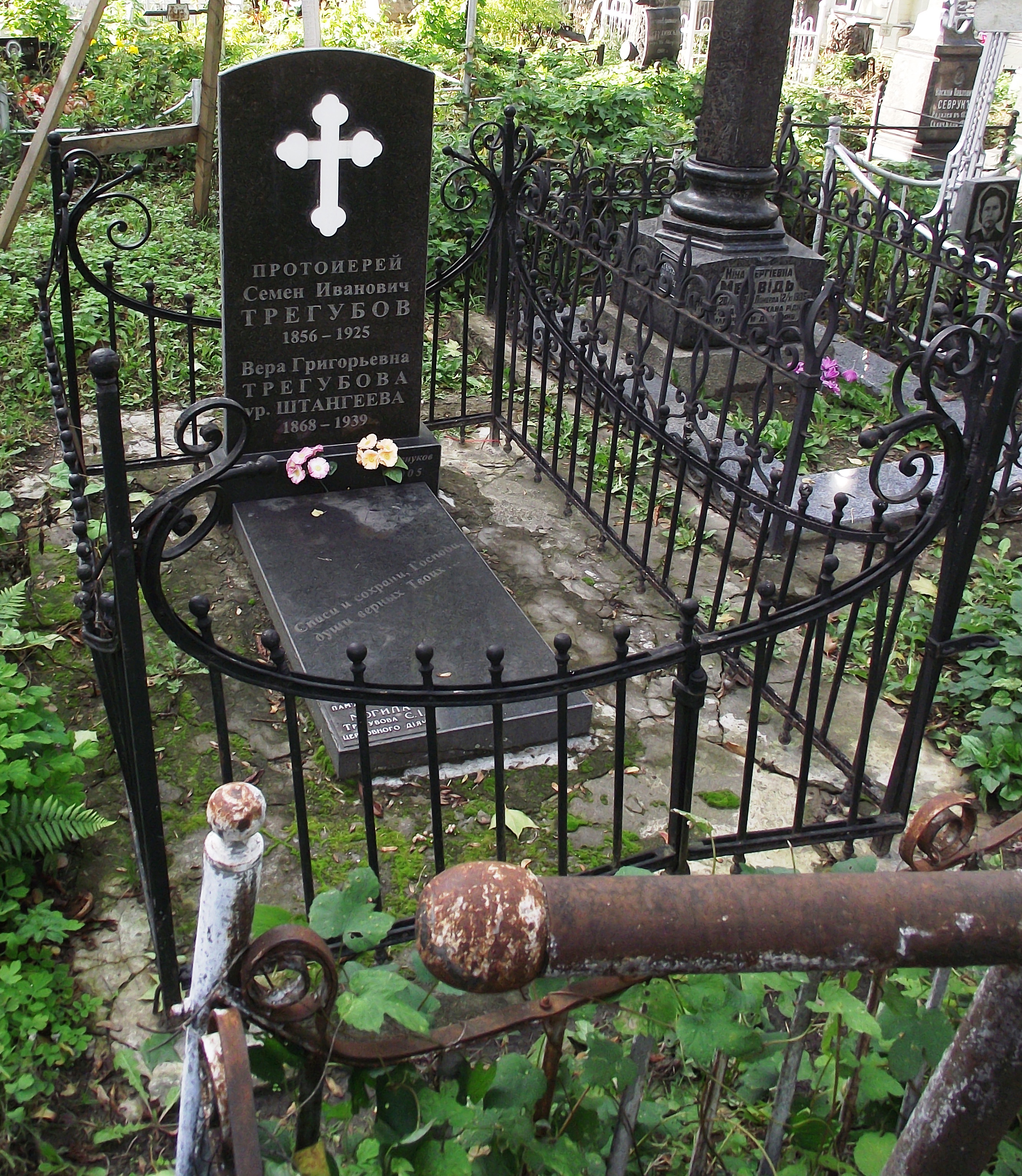
Надгробие Трегубовых на Лукьяновском кладбище.

- Орден Святого Владимира 4-й ст. (1910);
- Орден Святого Владимира 3-й ст. (1913);
- Орден Святой Анны 1-й ст. (1915).
- медаль «В память царствования императора Александра III»
- медаль «В память 25-летия церковных школ»

Церковные:
- набедренник (1887);
- скуфья (1888);
- камилавка (1891);
- наперсный крест от Священного Синода (1896);
- благословение Священного Синода (1908);
- палица (1914);
- митра (1919).

## Сочинения
- Религиозный быт русских и состояние духовенства в XVIII в. по мемуарам иностранцев. — Киев, 1884.